# Blocco dei comunisti e dei senza partito

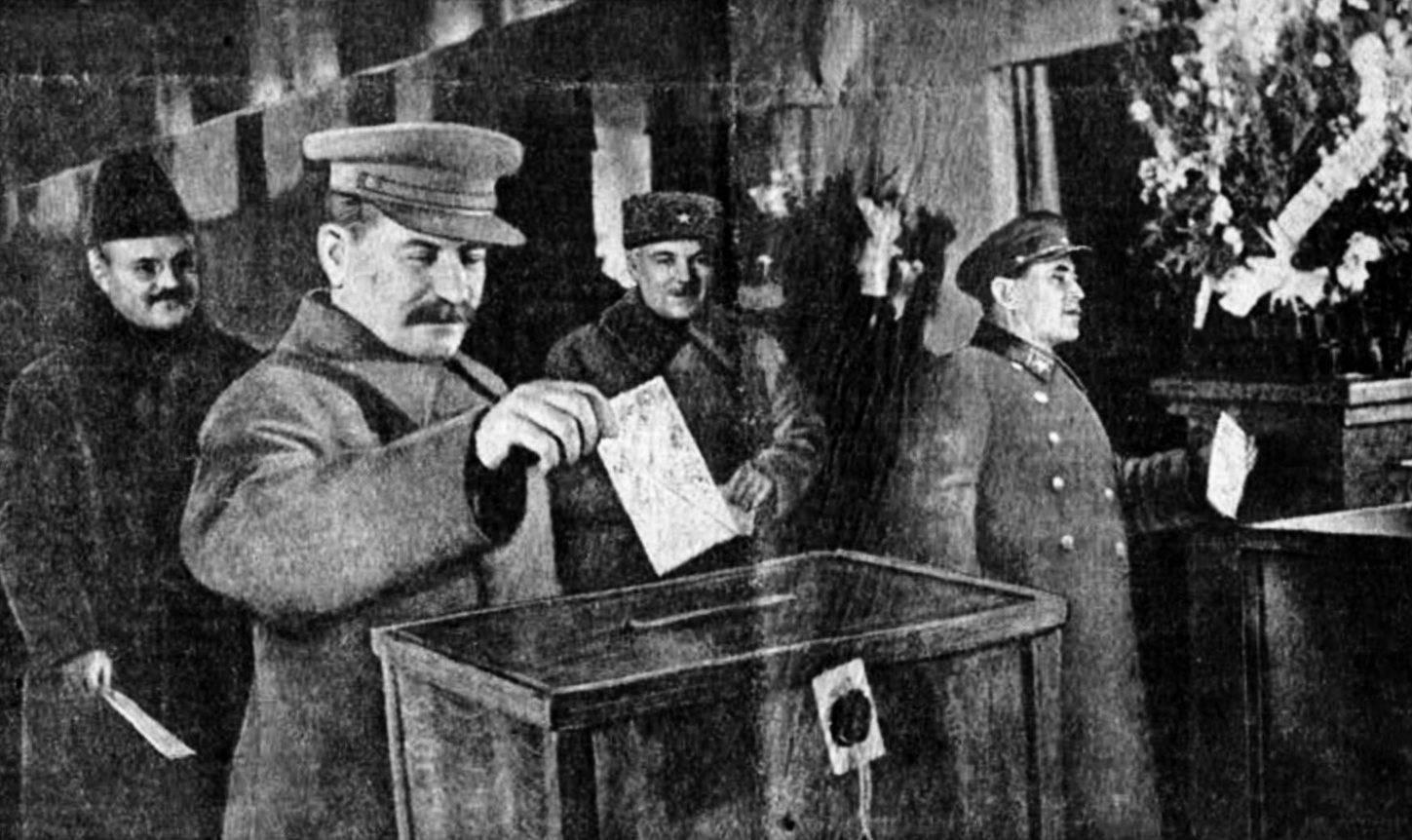
Stalin, Molotov, Vorošilov e Ežov votano alle elezioni per il Soviet Supremo del 1937

Il blocco dei comunisti e dei senza partito (in russo блок коммунистов и беспартийных?, blok kommunistov i bespartijnych) è stata una alleanza elettorale che ha riunito il Partito Comunista dell'Unione Sovietica con candidati indipendenti a partire dalle elezioni del Soviet Supremo dell'URSS del 1937 fino alle riforme costituzionali attuate dalla dirigenza sovietica a fine anni ottanta, durante la perestrojka.

## Storia
L'idea di presentare in ogni circoscrizione un solo candidato che facesse riferimento ad un'alleanza tra il partito ed esponenti della società sovietica non iscritti si concretizzò nella fase preparatoria delle elezioni del 1937, le prime a svolgersi dopo l'approvazione della Costituzione sovietica del 1936, la quale, tuttavia, non escludeva la possibilità di presentare più di un candidato per circoscrizione, teorizzando quindi elezioni da svolgersi su base alternativa.
Alla scelta del blocco unitario si arrivò tenendo conto di vari fattori: tra questi, la difficoltà che avrebbe avuto il PCUS a presentare propri membri in tutti i seggi di tutti i Soviet; il rischio di una perdita di credibilità del partito legata ai numerosi processi in corso contro suoi membri nell'ambito delle Grandi purghe; il fatto che in quel periodo le forze democratiche stavano portando avanti processi unitari anche a livello internazionale, alla luce dell'elaborazione da parte del VII Congresso del Comintern (1935) della politica dei fronti popolari davanti alla crescente minaccia fascista.